# Кристина Коук
Кристѝна Ха̀мък Ко̀ук (на английски: Christina Hammock Koch, [kɹɪsˈtiːnə ˈhæmək koʊk]) е американска космонавтка.
Родена е на 29 януари 1979 година в Гранд Рапидс, Мичиган, но израства в Джаксънвил, Северна Каролина. През 2002 година получава магистърска степен по електроинженерство в Севернокаролинския щатски университет, след което започва работа в НАСА, а от 2013 година се обучава за космонавт. От 14 март 2019 година до 6 февруари 2020 година е на Международната космическа станция, като поставя рекорд за най-продължителен престой на жена в космоса.